# Marinianá (Réthymnon)
Marinianá, en grec moderne : Μαρινιανά, est un village du dème de Mylopótamos, en Crète, en Grèce. Selon le recensement de 2011, la population de Marinianá compte 65 habitants. Il est situé à une altitude de 591 m et à une distance de 47 km de Réthymnon.